# Moby Dick. Prove per un dramma in due atti
Moby Dick. Prove per un dramma in due atti (Moby Dick – Rehearsed ) è una tragedia in due atti di Orson Welles andata in scena per la prima volta nel 1955 al Duke of York’s Theatre di Londra. L’opera è l’adattamento teatrale dell’omonimo romanzo di Herman Melville.
Questa riduzione teatrale è stata un costante punto di riferimento per Welles, che provò anche a trarne due film, rimasti però incompiuti.

## Trama
In un teatro di fine Ottocento una compagnia di attori che deve portare in scena il Re Lear di William Shakespeare sta aspettando l’impresario. Quando quest’ultimo arriva, annuncia però di voler provare una nuova tragedia: Moby Dick. Welles giustifica più volte la connessione Re Lear-Moby Dick attraverso le parole del Giovane Attore: "La balena bianca è come la tempesta nel Lear: è reale, anzi è più che reale, è una chimera nella mente" o "Anche del Lear i critici dissero che non si poteva recitare".  Sebbene l’Attore Cinico e il Vecchio Professionista siano scettici riguardo a questa nuova pièce, la compagnia inizia a recitarla.
Da questo momento in poi gli attori entrano sempre di più nella parte, fino ad immedesimarsi totalmente nei personaggi di Moby Dick. Il Direttore di Scena si occupa di leggere le descrizioni, mentre gli attori non utilizzano materiale di scena, ma evocano tutto attraverso gesti e parole. La storia si apre con l’arrivo di Ishmael a bordo della baleniera Pequod e la sua conoscenza di tutta la ciurma, compreso il capitano Achab con la sua ossessione per la Balena Bianca che porterà la nave all’affondamento.

## Personaggi
Elenco dei personaggi, in ordine di apparizione:
- Giovane Attore: interpreta il nuovo arrivato Ishmael
- Vecchio Professionista: interpreta Peleg, il proprietario della nave
- Impresario: interpreta Padre Mapple e il capitano Achab
- Attore Cinico: interpreta Elia, un vecchio marinaio pazzo
- Attore Serio: interpreta il primo ufficiale Starbuck
- Attore di Mezza Età: interpreta Stubb, l’ufficiale in seconda
- Direttore di scena: funge da narratore ed interpreta anche Flask, il terzo ufficiale
- Giovane Attrice: interpreta Pip, il giovane mozzo

## Produzioni

### Londra (1955)
Per Welles l’opera di Melville era diventata, come afferma Peter Conrad, una vera e propria ossessione. Tuttavia, solo nel 1955, dopo mesi di lavoro sulla riduzione teatrale del romanzo, l’amico scrittore Wolf Mankowitz gli offrì il suo aiuto per trovare dei finanziamenti per la messa in scena a Londra dell’opera. Il regista si trovava infatti nella capitale per partecipare a una trasmissione televisiva settimanale della BBC chiamata Orson Welles’ Sketch Book. La prima dello spettacolo si tenne il 16 giugno del 1955 al Duke of York’s Theatre di Londra.  In un’intervista del 1965 Welles affermò che il romanzo di Melville non lo soddisfaceva tanto come romanzo, quanto come dramma.
Attori della messa in scena del 1955:
| Attori             | Ruoli                                  |
| ------------------ | -------------------------------------- |
| Orson Welles       | Impresario/Padre Mapple/capitano Achab |
| Gordon Jackson     | Giovane Attore/Ishmael                 |
| Joan Plowright     | Giovane Attrice/Pip                    |
| Cristopher Lee     | Direttore di Scena/Flask               |
| Kenneth Williams   | Attore Cinico/Elia                     |
| Jefferson Clifford | Vecchio Professionista/Peleg           |
| Wensley Pithey     | Attore di Mezza Età/Stubb              |
| Patrick McGoohan   | Attore Serio/Starbuck                  |

### New York (1962)
Nel 1962 l’opera viene portata in scena all’Ethal Barrymore Theatre di Broadway, ma fu un flop e la produzione chiuse dopo undici giorni.
Attori della messa in scena del 1962:
| Attori          | Ruoli                                      |
| --------------- | ------------------------------------------ |
| Rod Steiger     | Impresario/Padre Mapple/capitano Achab     |
| Bruno Gerussi   | Giovane Attore/Ishmael                     |
| Judith Doty     | Giovane Attrice/Pip                        |
| William Needles | Direttore di Scena/Peleg                   |
| Max Helpmann    | Attore Cinico/Flask                        |
| David Thomas    | Vecchio Professionista/altri piccoli ruoli |
| Hugh Webster    | Attore con Giornale/Stubb                  |
| Roy Poole       | Attore Serio/Starbuck                      |

### Los Angeles (2019)
Nel 2019 l'attrice e regista teatrale statunitense Ellen Geer ha realizzato una messa in scena della pièce con un cast di diciannove attori al Will Geer's Theatricum Botanicum a Topanga, in California.
Attori della messa in scena del 2019:
| Attori           | Personaggi                |
| ---------------- | ------------------------- |
| Gerald C. Rivers | Impresario/capitano Achab |
| Dane Oliver      | Giovane Attore/Ishmael    |
| KiDané Kelati    | Giovane Attrice/Pip       |
| Tim Halligan     | Direttore di Scena/Peleg  |
| Melora Marshall  | Direttore di Scena/Flask  |
| Jacob Louis      | Attore Cinico/Elia        |
| Tavis L. Baker   | Attore di Mezza Età/Stubb |
| Colin Simon      | Attore Serio/Starbuck     |

### Milano (2022)
Elio De Capitani ha portato in scena la tragedia di Welles al Teatro Dell’Elfo di Milano dall’11 gennaio al 6 febbraio 2022 dopo averla preparata nei mesi di lockdown. L’opera è stata accompagnata da un’installazione del MUSE (Museo delle Scienze di Trento) incentrata sul rapporto tra uomo e natura rappresentato rispettivamente dal capitano Achab e da Moby Dick.

## Opere derivate
Nel settembre del 1955 Orson Welles girò in tre giorni circa 75 minuti di spettacolo in due teatri di Londra, l’Hackney Empire e lo Scala, trasformandolo in un film da vendere alla CBS per la serie tv Omnibus. Probabilmente Welles rimase insoddisfatto e non pubblicò nulla. Il materiale è rimasto inedito.
Riavvicinatosi all’idea nel 1971, usando una cinepresa in 16mm e aiutato dall’operatore di macchina Gary Graver, Welles riprese sé stesso mentre recitava la sua tragedia con uno sfondo blu marino a Strasburgo (dove stava recitando per il film Dieci incredibili giorni di Claude Chabrol) e nella sua casa di Orvilliers, vicino a Parigi. Sebbene il lavoro fosse rimasto incompiuto, nel 2000 il direttore del Film Museum di Monaco di Baviera, Stefan Drössler, ne ricavò un cortometraggio di circa 20 minuti che fu presentato in alcuni festival e trasmesso in Tv.

## Accoglienza
Riviste come il Times si chiesero in che modo Welles avrebbe portato in scena gli eventi dinamici ed epici del romanzo e come avrebbe fatto a reggere il confronto con l’attesissimo film di Huston che sarebbe uscito nelle sale di lì a poco. Nonostante ciò, lo spettacolo riscosse un grande successo.
Un giornalista dell'Observer, Kenneth Tynan, che aveva criticato la messa in scena di Welles di Otello, affermò: “Se [al pubblico britannico] è venuta voglia di lavorare, se vuole che gli facciano girare la testa e brillare gli occhi con i soli mezzi del puro virtuosismo teatrale, Moby Dick è l’occasione giusta. Con questo spettacolo il teatro torna un luogo magico”.
Il critico cinematografico Paolo Mereghetti, nell’introduzione all’edizione italiana dell’opera, descrive i tre elementi che rendono la riduzione teatrale molto diversa dal romanzo: il confronto con Shakespeare e la sua analogia con Moby Dick, poiché entrambi molto complessi da portare in scena; l’idea di usare un palco spoglio e di sfruttare al massimo la parola; e infine l'idea di sorprendere lo spettatore facendo recitare più parti agli attori senza però alcun cambio di abiti o di messa in scena. Inoltre il critico afferma che "Welles dà l'impressione di aver ritrovato l'entusiasmo e la capacità inventiva di cui aveva dato prova negli anni trenta ai tempi del Mercury Theatre".
Per Elio de Capitani “Il testo di Welles è un esperimento molteplice: il blank verse shakespeariano, una sintesi estrema del romanzo, personaggi bellissimi restituiti in modo magistrale, compreso Achab, e parti cantate".

## Edizioni
La prima edizione dell’opera venne pubblicata nel 1965 da Samuel French.
Nel 2018 l’opera è stata pubblicata per la prima volta in Italia da Italo Svevo Edizioni. L’edizione presenta la traduzione di Marco Rossari e un’introduzione di Paolo Mereghetti.